# Renesanční oděv

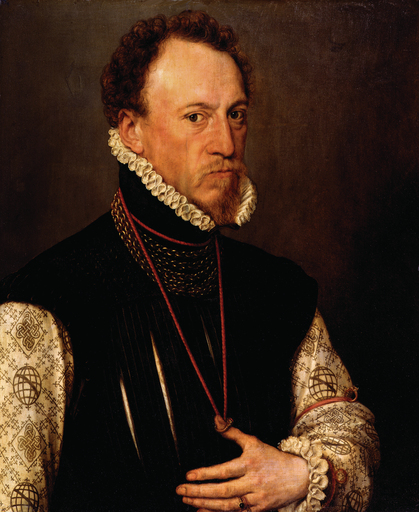
Anthonis Mor van Dashorst: Sir Henry Lee (olej na dřevě, 1568)

Renesanční oděv je označení pro oděvy užívané v Evropě v období renesance, tj. přibližně od roku 1400 do roku 1700, od konce středověku po nástup baroka. V renesanci byla charakteristickým rysem oděvu souměrnost a úměrnost – zmizely protáhlé tvary bot, čepic, rukávů a ustálila se pasová linie oděvu na přirozeném místě.

## Španělský dvorský oděv v 16. a 17. století
Během poloviny šestnáctého století zaujal španělský oděv jedno z předních míst na poli mezinárodní módy, soutěžil snad jen s oděvem francouzským. 
Španělsko bylo nejmocnější středomořskou velmocí díky svému enormnímu bohatství ze stříbrných a zlatých dolů v Jižní Americe. Španělský vládnoucí rod Habsburků měl příbuzné v Rakousku. Díky častým kontaktům se šířil španělský oděvní styl Evropou. Vše v době, kdy vlna reformací metla Evropu. Španělský král Filip II. (vládl v letech 1527–1598) byl jedním z nejzanícenějších vůdců protireformace. Jeho záliba ve formalitách a tradicích byla reflektována v extrémní strnulosti a stažené módě nošené jeho dvořany.
Španělé milovali extravaganci, a přece mívali zcela prosté chutě. Byli to smyslní lidé a přesto velice zbožní. Tyto kontrastující aspekty jsou příčinou oděvu na jedné straně velice luxusního, na druhé však s relativně jednoduchou linií.
Nejstarší krinolína je španělská, zvaná verdugado, ze slova verduko, znamenající prut nebo obruče. 

### Ženský oděv
Ženy odmítaly  francouzskou sukni ve tvaru bubnu. Konický tvar verdugada bylo třeba kompenzovat enormním okružím. Velmi přiléhavé živůtky vzbuzovaly dojem útlého pasu.Čím byla větší okruž, tím se zvětšoval i objem sukně. Král Filip IV. byl nakonec roku 1623 nucen vydat zákon proti nošení obrovských okruží. Okruží se tudíž dramaticky zredukovala, sukně se ale začaly nosit ještě větší. Verdugado postupně nahradily široké vycpávky a sukně se rozšířily ještě více a roku 1639 byly stejně tak limitovány zákonem. V té době se již ostatní Evropanky krinolíny úplně vzdávaly a španělští dvořané byli považováni za směšně staromódní. 
Smysl pro slušnost dvora nařizoval vysoké kolárky. Koláry byly protaženy do takové výše, že působily jako opěrka hlavy vzbuzující dojem, že hlava má jen máloco dělat se zbytkem těla. Okruží byla dělána z jemného lnu, lemovaná krajkou. 
Živůtek šatů byl velice těsný a korzet byl nošen mnohem staženější než třeba v Anglii. Jsou důkazy, že byly používány olověné pruty ke stažení poprsí a zpomalení jeho růstu, tak jak to vyžadovala módní silueta. Živůtek mohl být zdoben šperky. Kolem krku nosívaly dámy šňůry perel.
Rukávy byly přišněrovány k rameni. Tkanice byly kryty buď záhybem látky nebo řadou hedvábných poutek zvaných picadily, ze španělského picadilla, průkopník či špička. Picadily mohly být také na spodním okraji živůtku.
Spodní rukávy byly obyčejně ze stejného materiálu jako živůtek. Mohly být prýmkované či slabě prostřihávané, ačkoli prostřihy byly na španělském oděvu spíše potlačovány. Svrchní rukávy bývaly téměř kruhového střihu, přeloženy na půl a nabrány do manžety na jednom konci. Otevřený okraj byl ohrnutý zpátky, aby ukázal kontrastní podšívku. Podšívka byla obvykle z nějakého drahého materiálu. Spodní strana byla nastřihována do pruhů zv. puntas, visících zpod paže. 
Důmyslnost v nošení tohoto střihu umožňovala ruku protáhnout skrz manžetu rukávu a nebo skrz horní průstřih tak, že rukáv visel za rukou. Jiná verze visícího rukávu byla také polokruhového střihu, ale měla mnohem užší manžetu a nebyla prostřihována do (puntas). V tomto případě byla látka mnohem více vyšívána zlatem a ruce byly jen málokdy protahovány skrz manžety. Móda visacích rukávů byla odezvou na rukávy houppelande nošené o sto let dříve.
Další připomínkou minulosti byla ropa, nebo surcoat, což byla chytřejší verze toho, který byl nošen v patnáctém století. Byla velmi mírně vypasovaná a na zádech visela z ramen k zemi končíc těsně nad lemem sukně.
Dámy španělského dvora vypadaly jako uvězněné ve svých nepohodlných šatech, ještě dlouho poté, co mnohde vládl uvolněnější styl oblékání. Byla doba, kdy byly dámy tak zašněrovány, tak nesmírně vycpávané a tak pokryty výšivkami a šperky, že se mohly pohybovat jen s největšími obtížemi.
Dámy měly vlasy stažené z tváře a připevněné na vrcholu hlavy. Ve vlasech nosily různé čepce, peří, šperky nebo malé korunky.

### Mužský oděv
Muži nosili oděv, který zveličoval přirozenou figuru. Pánské civilní oblečení přejalo některé znaky zbroje. Nejčastěji byl nošen těsný, vysoko šněrovaný doublet. Okruží nebylo tak zveličované jako u žen, sloužilo jako rámec pro tvář. Pánské rukávy byly přiměřenější, někdy velmi lehce prostřihané, nebo vyšívané zlatem. Kalhoty se měly různou délku od velmi krátkých až po kolena po dlouhé benátské kalhoty. Dublety i kalhoty byly vycpávány. Bohatí si zpevňovali kalhoty kosticemi. Materiály používané na vycpávání byly např. otruby, sláma či bavlněný odpad známý jako bombast. 
Cípatý doublet s nízko položeným pasem přetrvával v módě až do devadesátých let 16. stol. Kdy byl vystřídán „osukénkovaným“ jacketem, s pasem na správném místě. Ten byl nošen s širokými nohavicemi sahajícími těsně nad koleno. Rukávy byly samostatné a pravděpodobně z kontrastního materiálu. Dodržováním své vojenské reputace nosilo mnoho mužů kord a dýku. Opasek na kord byl často provlékán skrz dva či tři pásy kalhot vpředu a vzadu.
K oděvu muži oblékali krátký pláštík, který se jednoduše aranžoval, nebo jinou variantu pláště: cappa, kruhový plášť s kápí v délce na zem či kratší; ferreruelo, který byl sice střihově stejný jako capa, ale s vyšším límcem a bez kápě; boemio, půl-kolový plášť ze sametu, či taftu, někdy lemovaný kožešinou; fieltro, středně dlouhá jezdecká pelerína s kápí i s límcem na knoflíky. 
Nejmódnější barvou byla černá, ale populárními byly i odstíny červené, žluté a zelené. Nejdražší barvou byla modrá, modré látky se vyskytovaly zřídkakdy. Bohatými dvořany byla preferována černá. 
Výška okruží limitovala délku pánských vlasů. Bývaly vzadu krátké s dlouhými loknami po stranách. Zdá se, že nebylo žádné pravidlo o nošení vousů či kníru. Malby Antonia Mora, Sancheze Cella, Velázqueze a Zurbarána ukazují muže s obojím, pouze s knírem či se zcela oholenou tváří.